# Got It?
Got It? é o extended play de estreia do grupo masculino sul-coreano Got7. Foi lançado em 16 de janeiro de 2014. O EP é composto por seis faixas, incluindo a faixa-título "Girls Girls Girls".

## Lista de faixas
※ Faixas em negrito identificam os singles dos álbuns.
| N.º            | Título                      | Produtor(es)                                       | Duração |  |
| 1.             | "여보세요" (Hello)          | LBC Productions                                    | 3:38    |  |
| 2.             | "Girls Girls Girls"         | J.Y. Park "The Asian Soul"                         | 3:35    |  |
| 3.             | "난 니가 좋아" (I Like You) | J.Y. Park "The Asian Soul"                         | 3:24    |  |
| 4.             | "따라와" (Follow Me)        | S. bros                                            | 3:10    |  |
| 5.             | "Like Oh"                   | Lee Woomin "collapsedone", Fredrik "Fredro" Ödesjö | 3:39    |  |
| 6.             | "Playground"                | mr.cho                                             | 3:33    |  |
| Duração total: | Duração total:              | Duração total:                                     | 20:51   |  |

## Desempenho gráfico
| Gráfico                               | Posição |
| ------------------------------------- | ------- |
| South Korea Gaon Weekly Albums Chart  | 2       |
| South Korea Gaon Monthly Albums Chart | 9       |
| World (Billboard World Albums Chart)  | 1       |

| Ano   | Vendas do Gaon Physical |
| ----- | ----------------------- |
| 2014  | 51,689                  |
| 2015  | 5,549                   |
| 2016  | 4,250+                  |
| Total | 61,102+                 |

| Gráfico                    | Posição |
| -------------------------- | ------- |
| Gaon Digital chart         | 19      |
| Gaon Mobile Ringtone chart | 95      |
| Billboard K-Pop Hot 100    | 36      |

| "I Like You" | 152 | — |
| "Follow Me"  | 165 | — |